# Albuca foetida
Albuca foetida är en sparrisväxtart som beskrevs av U.Müll.-doblies. Albuca foetida ingår i släktet Albuca och familjen sparrisväxter. Inga underarter finns listade i Catalogue of Life.